# エアバス コーポレートジェット
エアバス コーポレートジェット
Airbus Corporate Jet
サーブ 39 グリペンに随伴されるチェコ政府専用機のACJ319
- 用途：ビジネスジェット
- 分類：ナローボディ / ワイドボディ
- 製造者：エアバス
- 運用者
  - フランス空軍
  - ドイツ空軍

など
- 運用状況：運用中
- ユニットコスト：
  - ACJ319: 1億500万ドル
  - A320プレステージ: 1億1,500万ドル (2018年)[1]

エアバス コーポレートジェット (ACJ; Airbus Corporate Jet) はエアバスの旅客機から派生したビジネスジェットである。ボーイング社のボーイング ビジネスジェットに対抗するため投入されたもので、当初はA319をベースとしたA319CJのみを指していたが、その後の機種展開に伴ってVIP向けワイドボディ機を含むすべての機種を指すようになった。A318CJエリートからA380プレステージまでの各機種が存在する。2008年12月の時点で121機のビジネスジェットおよびプライベートジェットが運航されており、A380プレステージと107機のA320ファミリーを含む164機を受注している。
エアバスはエアバス・コーポレートジェット・センターをフランスのトゥールーズに置き、単通路機を専門に取り扱っている。

## ナローボディ機

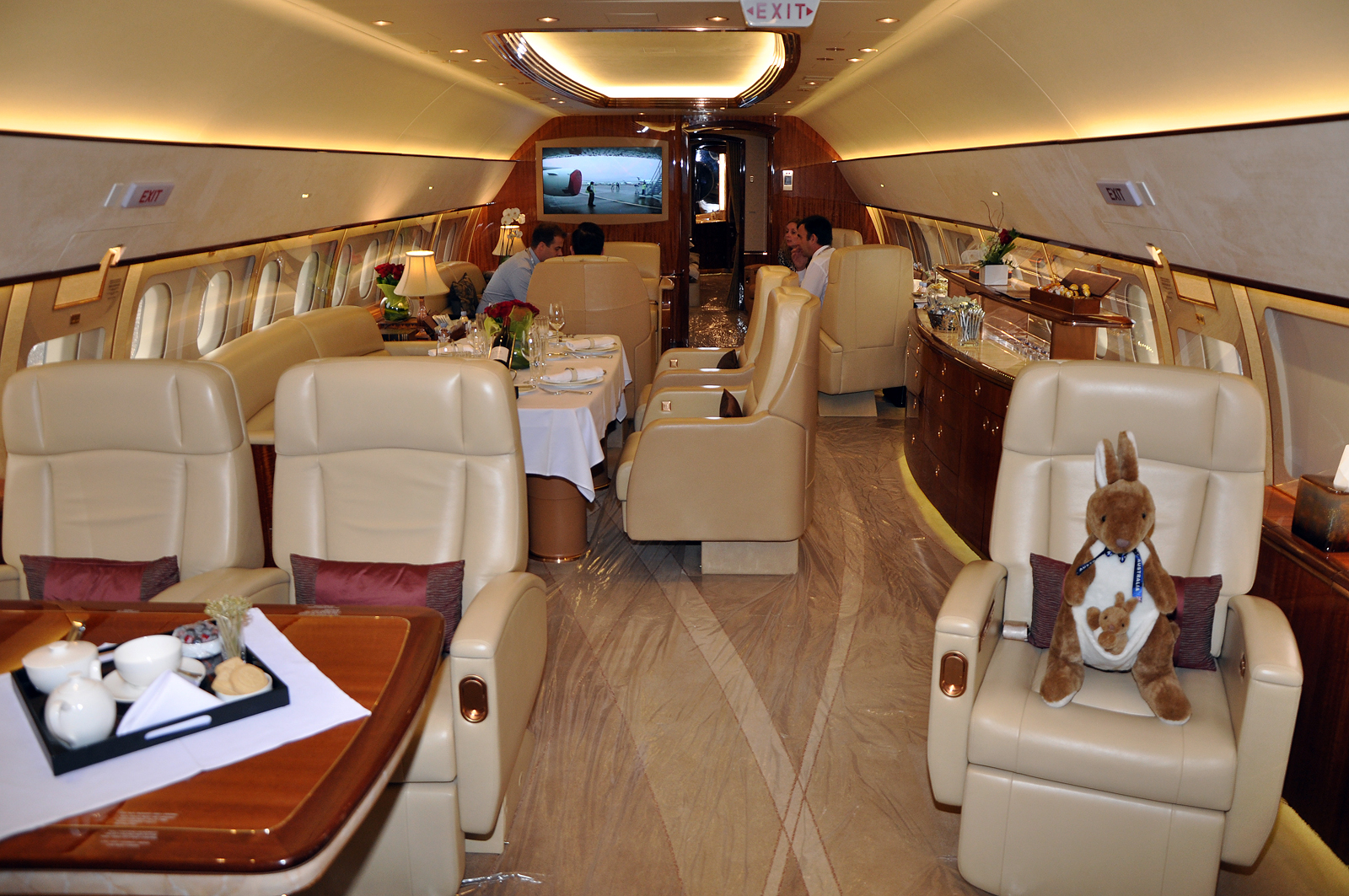
ACJ319のキャビン

ACJファミリーは同社躍進の原動力ともなったベストセラーモデルのA320ファミリーをベースにしており、最初の機体はA319をベースにしたものであった。現在ではA320のどのバージョンでもETOPS-180認定を受けたビジネスジェット仕様で発注できる。最大巡航高度が41,000 ft (12,000 m) に向上されている他、取り外し可能な追加燃料タンクにより航続距離を延長できる。

### ACJ318
ACJ318はA318をベースにした航続距離4,200 nmi (7,800 km) の機体で、ACJファミリーで最小のモデルである。乗客数は14-18名である。

### ACJ319

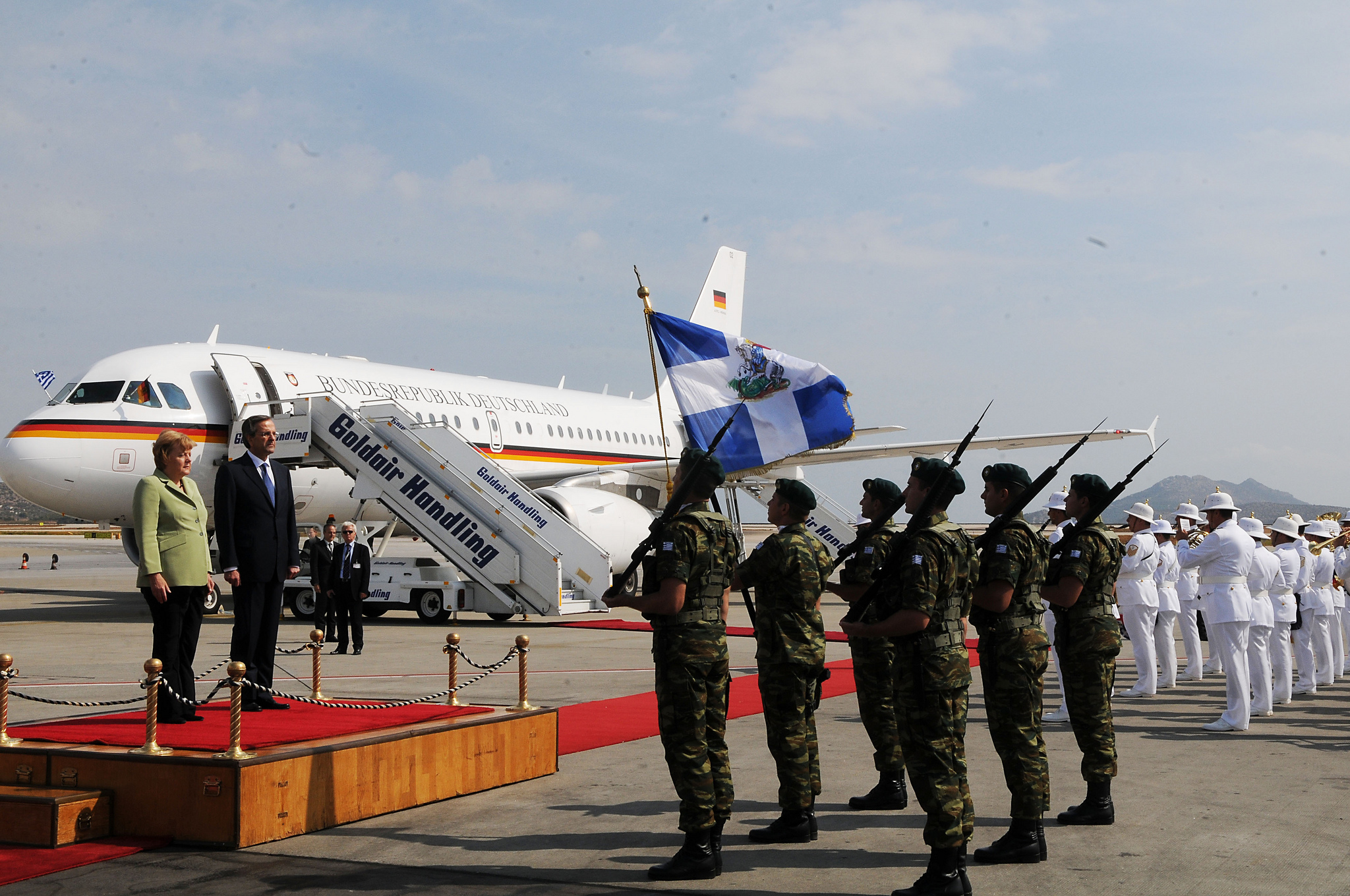
ドイツ政府専用機として運用されるACJ319。2012年のアンゲラ・メルケル首相訪希の際の写真。

ACJ319はA319をベースとした航続距離 6,000 nmi (11,100 km) の機体である。貨物室に取り外し可能な追加燃料タンクを設置でき、最大巡航高度は39,000 ft (12,000 m) に向上されている。追加燃料タンクを撤去することで標準型のA319に戻すことができ、売却時の再販価格を最大化できる (これは特にTCOを重視する企業ユーザに対して大きな訴求ポイントとなる)。A319LRとACJはヨーロッパのJAA (現EASA) とアメリカのFAAの両方から認証を受けており、大西洋の両岸で認証されたビジネスジェットとしては唯一の機体である。
乗客数は19人から50人を想定しているが、顧客の要望に応じて任意の構成にすることができ、DCアヴィエーション、UBグループ、 リライアンス・インダストリーズが内装を行っている。A319CJの競合機種にはボーイング BBJ1、ガルフストリーム G550およびボンバルディア グローバルエクスプレスがあるが、競合機種より大きな胴体径により広い客室が確保できる点を訴求している。エンジンはA320と同様、CFMインターナショナル CFM56-5またはIAE V2527を採用する。
ACJ319はフランス空軍の輸送・訓練・整備飛行隊が担当するフランス政府高官の輸送任務に充当されている他、ドイツ空軍でも同様にドイツ政府高官の輸送任務を行っている。 2003年以降、アルメニア、ブラジル、チェコ、イタリア、マレーシア、スロバキア、タイ、トルコ、ウクライナ、ベネズエラで大統領専用機として運用されている (政府専用機でエアバスA319となっている機体の多くがACJ319である)。

### ACJ320
ACJ320はA320をベースとする航続距離 4,300 nmi (7,800 km) の機体である。A320プレステージはA319よりも広い客室が必要な顧客のための派生型として展開されており、取り外し可能な追加燃料タンク2基を備え、乗客数は30人である。

### ACJ321
A321はACJのナローボディ型では最大の機体で、航続距離は 4,200 nmi (7,800 km) である。

### ACJ319neo / ACJ320neo
A320neoファミリーをベースとした機体も展開されており、航続距離 6,750 nmi (12,500 km) で乗客8人のACJ319neoと航続距離 6,000 nmi (11,000 km) で乗客数25人のACJ320neoが販売されている。エンジンに低燃費の CFM LEAP-1A または プラット・アンド・ホイットニー PW1000G を採用して低騒音かつ長大な航続距離を実現し、客室高度 6,400 ft (2,000 m) 以下として快適性を高めている。ACJ319neoでは最大5つの追加燃料タンク (Additional centre tank、ACT) を装備して燃料搭載量を増やすことができる。ACJ320neoは2018年11月16日に初飛行し、追加燃料タンクと客室差圧の向上のための試験が行われた。その後、2019年1月16日にイギリスのアクロポリス・アヴィエーションに納入された。

### 仕様
| 型式         | ACJ318                                                                                         | ACJ319neo                                                                                      | ACJ320neo                                                                                      | ACJ321                                                                                         |
| ------------ | ---------------------------------------------------------------------------------------------- | ---------------------------------------------------------------------------------------------- | ---------------------------------------------------------------------------------------------- | ---------------------------------------------------------------------------------------------- |
| 乗客数       | 8                                                                                              | 8                                                                                              | 25                                                                                             | 8                                                                                              |
| 翼幅         | 35.8 m (117 ft 5 in)                                                                           | 35.8 m (117 ft 5 in)                                                                           | 35.8 m (117 ft 5 in)                                                                           | 35.8 m (117 ft 5 in)                                                                           |
| 全高         | 12.56 m (41 ft 2 in)                                                                           | 11.76 m (38 ft 7 in)                                                                           | 11.76 m (38 ft 7 in)                                                                           | 11.76 m (38 ft 7 in)                                                                           |
| 全長         | 31.45 m (103 ft 2 in)                                                                          | 33.84 m (111 ft 0 in)                                                                          | 37.57 m (123 ft 3 in)                                                                          | 44.51 m (146 ft 0 in)                                                                          |
| キャビン全長 | 21.62 m (70 ft 11 in)                                                                          | 24.01 m (78 ft 9 in)                                                                           | 27.74 m (91 ft 0 in)                                                                           | 34.44 m (113 ft 0 in)                                                                          |
| キャビン面積 | 74.2 m2 (799 sq ft)                                                                            | 83 m2 (890 sq ft)                                                                              | 96 m2 (1,030 sq ft)                                                                            | 121 m2 (1,300 sq ft)                                                                           |
| 全幅         | 胴体径: 3.95 m (13 ft 0 in)、キャビン幅: 3.70 m (12 ft 2 in)、キャビン高さ: 2.25 m (7 ft 5 in) | 胴体径: 3.95 m (13 ft 0 in)、キャビン幅: 3.70 m (12 ft 2 in)、キャビン高さ: 2.25 m (7 ft 5 in) | 胴体径: 3.95 m (13 ft 0 in)、キャビン幅: 3.70 m (12 ft 2 in)、キャビン高さ: 2.25 m (7 ft 5 in) | 胴体径: 3.95 m (13 ft 0 in)、キャビン幅: 3.70 m (12 ft 2 in)、キャビン高さ: 2.25 m (7 ft 5 in) |
| 最大離陸重量 | 68.0 t (149,900 lb)                                                                            | 78.2 t (172,000 lb)                                                                            | 79.0 t (174,200 lb)                                                                            | 93.5 t (206,000 lb)                                                                            |
| 燃料搭載量   | 24,210 L (6,400 US gal)                                                                        | 37,400 L (9,900 US gal)                                                                        | 34,350 L (9,070 US gal)                                                                        | 32,900 L (8,700 US gal)                                                                        |
| 推力         | 96–106 kN (22,000–24,000 lbf)                                                                  | 98.3 kN (22,100 lbf)                                                                           | 98–120 kN (22,000–27,000 lbf)                                                                  | 120–148 kN (27,000–33,000 lbf)                                                                 |
| 最大速度     | Mach 0.82 (470 kn; 871 km/h)                                                                   | Mach 0.82 (470 kn; 871 km/h)                                                                   | Mach 0.82 (470 kn; 871 km/h)                                                                   | Mach 0.82 (470 kn; 871 km/h)                                                                   |
| 航続距離     | 7,800 km (4,200 nmi)                                                                           | 12,500 km (6,750 nmi)                                                                          | 11,100 km (6,000 nmi)                                                                          | 7,800 km (4,200 nmi)                                                                           |
| 離陸滑走距離 | 1,780 m (5,840 ft)                                                                             | 1,850 m (6,070 ft)                                                                             | 2,100 m (6,900 ft)                                                                             | 2,430 m (7,970 ft)                                                                             |
| 着陸滑走距離 | 1,230 m (4,040 ft)                                                                             | 1,360 m (4,460 ft)                                                                             | 1,500 m (4,900 ft)                                                                             | 1,630 m (5,350 ft)                                                                             |
| 巡航高度     | 12,500 m (41,000 ft)                                                                           | 12,500 m (41,000 ft)                                                                           | 12,500 m (41,000 ft)                                                                           | 11,900 m (39,000 ft)                                                                           |

## ワイドボディ機
VIP向けとして、A330 / A340 / A350 / A380 をベースとしたワイドボディ機もラインアップされている。追加燃料タンクにより航続距離が延伸されており、A330プレステージのほとんどで増設されている。

### ACJ330-200

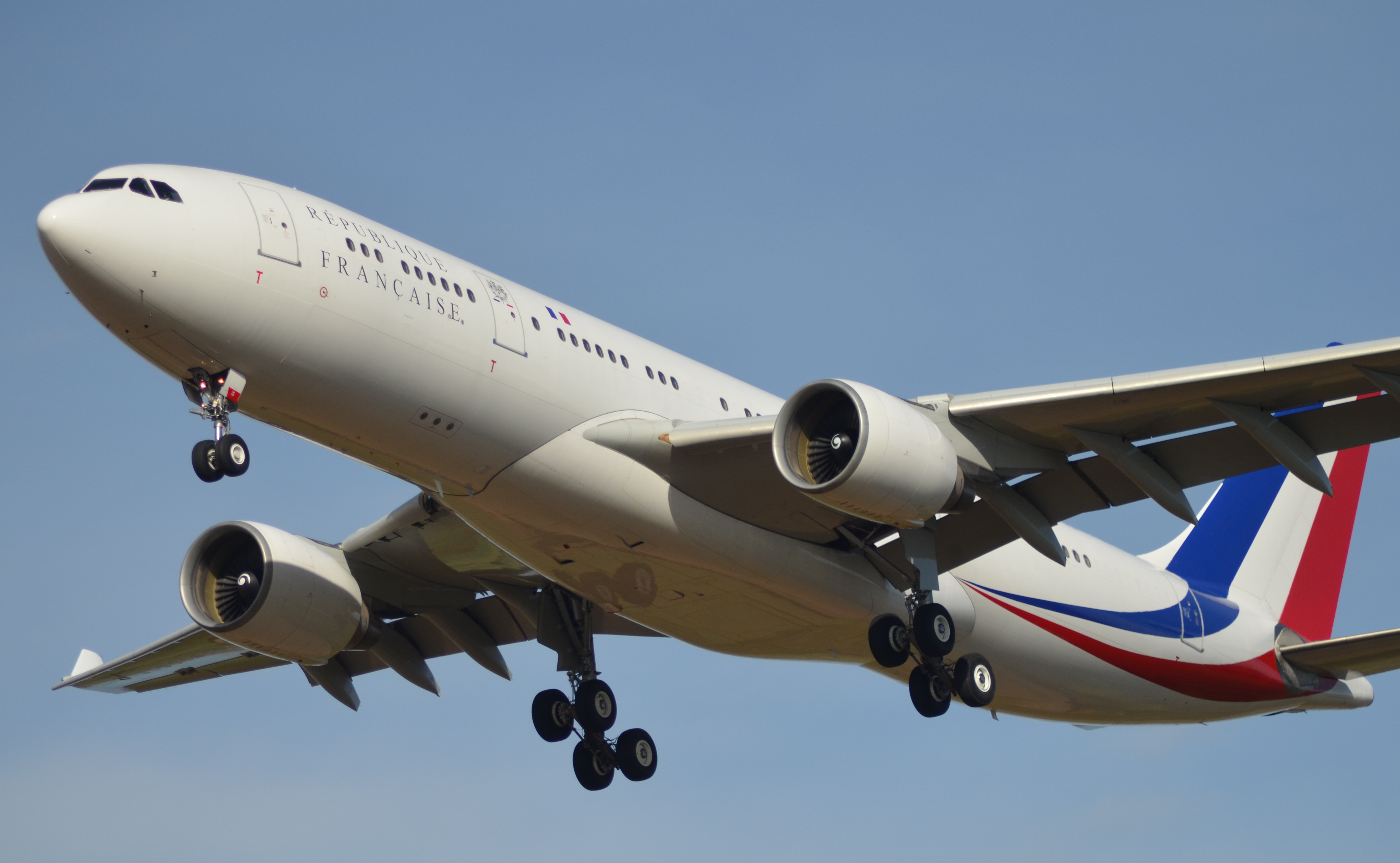
フランス空軍のA330-200

A330-200プレステージは航続距離 8,300海里 (15,400 km) で、乗客60人を収容できる。

### ACJ340-300

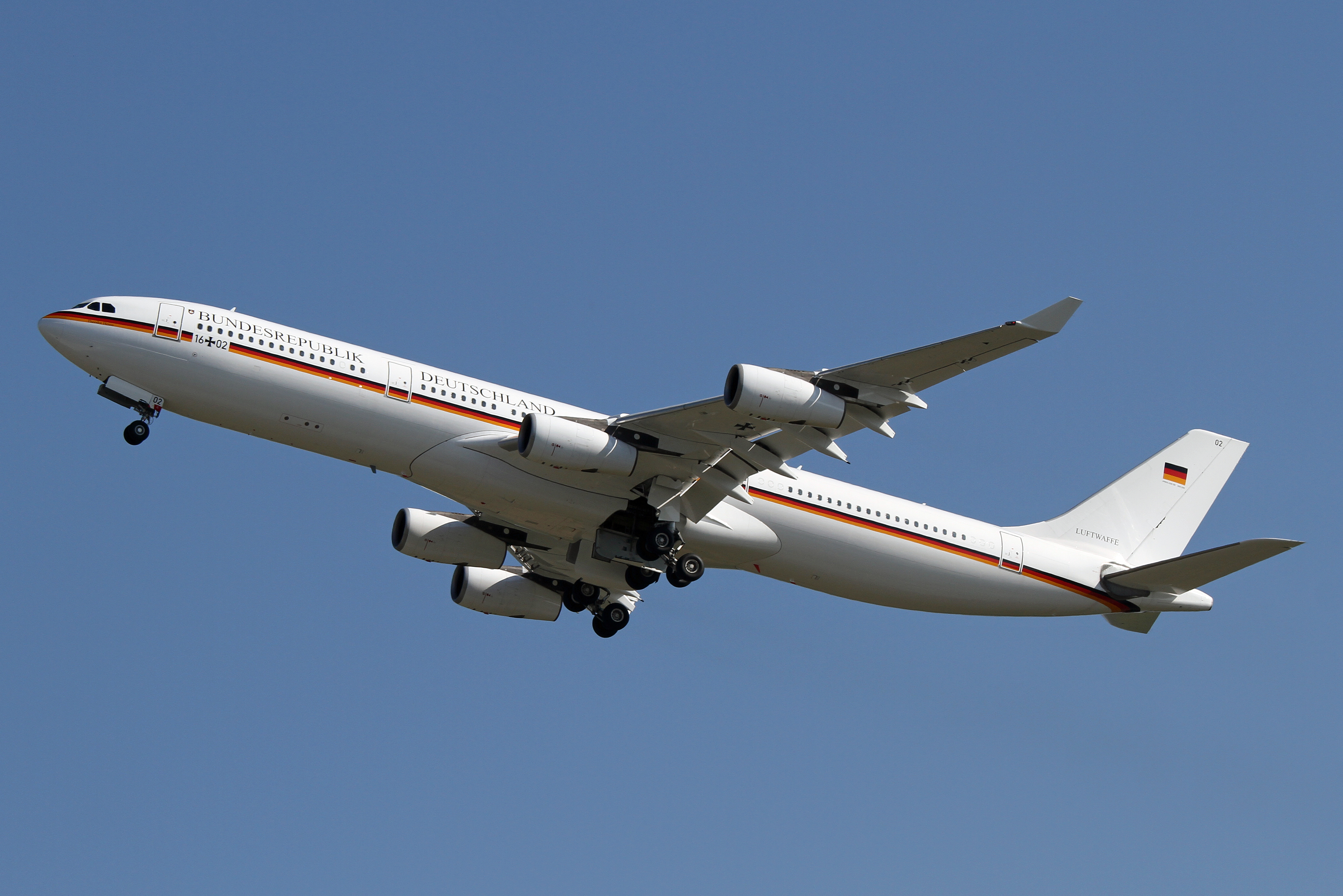
ドイツ連邦空軍のA340-300

エアバス初の4発機であるA340をベースとし、ETOPS認証不要とした機体である。A340-300プレステージは航続距離 7,700海里 (14,300 km) で乗客は75人、定格推力151キロニュートン (34,000 lbf) の CFM56-5C4/Pエンジンを4基搭載する。

### ACJ340-500
ACJ340-500はA340-300プレステージに対して燃料搭載量を増やし、翼幅・面積とも拡大した主翼により10,000海里 (19,000 km) の航続距離を実現したモデルである。75人の乗客を乗せ、地球上のいかなる主要都市の間をも結ぶことができる。エンジンはそれぞれ定格推力249キロニュートン (56,000 lbf) のロールス・ロイス トレント 556を4基搭載する。

### ACJ340-600
ACJ340-600はA340-600をベースとした機体で、航続距離は 8,500海里 (15,700 km) に延伸されている。

### ACJ350
A330およびA340の後継機であるA350 XWBもビジネスジェット化されており、-900型では乗客25人で航続距離 10,800海里 (20,000 km)、客室面積は270平方メートル (2,900 sq ft) である。

### ACJ380-800 フライング・パレス
2012年に貨物室に2つのフルデッキと3つ目のデッキを備えるエアバスA380の特注機が2012年に発注されたが、改装されることなく通常仕様で販売された。航続距離は8,900海里 (16,500 km)とされ、英国のタブロイド紙デイリー・メールは、発注者はサウジアラビアの王子で実業家のアル＝ワリード・ビン・タラールで、会議室、コンサートホール、車庫、居室とハンマーム (蒸し風呂) を備える予定であったと報じた。納入はされなかったが、他のACJワイドボディ機と同様、プレステージと呼ばれる予定であった。ガーディアンは、アル＝ワリード・ビン・タラールがフォーブス世界長者番付の順位を意識して購入を止め、他に売却したとみられると報じた。
2018年5月現在、シンガポール航空の運用から外れたA380 1機をビジネスジェット化する計画が「非常に進んだ段階にある」と報じられた。A380の中古機を改造するのは、新しいA330やBBJ 777の新造機を購入するよりも安価で済む。

### 仕様
| 型式                   | ACJ330neo                      | ACJ340                         | ACJ350                       | ACJ380                                     |
| ---------------------- | ------------------------------ | ------------------------------ | ---------------------------- | ------------------------------------------ |
| 乗客数                 | 25                             | 25                             | 25                           | 50                                         |
| 翼幅                   | 60.3 m (198 ft)                | 63.45 m (208.2 ft)             | 64.75 m (212.4 ft)           | 79.75 m (261.6 ft)                         |
| 全高                   | 17.73 m (58.2 ft)              | 17.53 m (57.5 ft)              | 17.05 m (55.9 ft)            | 24.09 m (79.0 ft)                          |
| 全長                   | 58.37 m (191.5 ft)             | 67.93 m (222.9 ft)             | 66.8 m (219 ft)              | 72.72 m (238.6 ft)                         |
| キャビン全長           | 45.00 m (147.64 ft)            | 54.00 m (177.17 ft)            | 51 m (167 ft)                | 44.90, 43.93 m (147.3, 144.1 ft)           |
| キャビン面積           | 215.6 m2 (2,321 sq ft)         | 258.5 m2 (2,782 sq ft)         | 270 m2 (2,900 sq ft)         | 305, 249 m2 (3,280, 2,680 sq ft)           |
| 胴体径                 | 5.64 m (222 in)                | 5.64 m (222 in)                | 5.96 m (235 in)              | 7.14 m (281 in)                            |
| 客室面積 （幅 × 長さ） | 5.27×2.41 m (207×95 in)        | 5.27×2.41 m (207×95 in)        | 5.61×2.43 m (221×96 in)      | 6.54×2.33, 5.75×2.29 m (257×92, 226×90 in) |
| 最大離陸重量           | 242 t (534,000 lb)             | 380 t (840,000 lb)             | 280 t (620,000 lb)           | 560 t (1,230,000 lb)                       |
| 燃料搭載量             | 139.09 m3 (36,740 US gal)      | 215.26 m3 (56,870 US gal)      | 165 m3 (44,000 US gal)       | 324.56 m3 (85,740 US gal)                  |
| 推力                   | 303–316 kN (68,000–71,000 lbf) | 235–249 kN (53,000–56,000 lbf) | 374 kN (84,000 lbf)          | 311 kN (70,000 lbf)                        |
| 最大速度               | Mach 0.86 (493 kn; 914 km/h)   | Mach 0.86 (493 kn; 914 km/h)   | Mach 0.89 (511 kn; 945 km/h) | Mach 0.89 (511 kn; 945 km/h)               |
| 航続距離               | 18,612 km (10,050 nmi)         | 18,300 km (9,900 nmi)          | 20,000 km (11,000 nmi)       | 17,500 km (9,400 nmi)                      |
| 離陸滑走距離           | 2,770 m (9,090 ft)             | 3,180 m (10,430 ft)            | 2,200 m (7,200 ft)           | 2,880 m (9,450 ft)                         |
| 着陸滑走距離           | 1,730 m (5,680 ft)             | 1,960 m (6,430 ft)             | 1,966 m (6,450 ft)           | 2,030 m (6,660 ft)                         |
| 最大高度               | 12,500 m (41,000 ft)           | 12,500 m (41,000 ft)           | 43,000 ft (13,100 m)         | 43,000 ft (13,100 m)                       |

## 受注状況
| モデル | A220-100 | A220-300 | A318 | A319 | A319 neo | A320 | A320 neo | A321 | A321 neo | A300 | A310 | A330-200 | A340-2/300 | A340-5/600 | A350-900 | 合計 |
| ------ | -------- | -------- | ---- | ---- | -------- | ---- | -------- | ---- | -------- | ---- | ---- | -------- | ---------- | ---------- | -------- | ---- |
| 受注   |          | 2        | 20   | 77   | 3        | 20   | 6        | 1    |          | 3    | 3    | 67       | 7          | 7          | 2        | 218  |
| 納入   |          |          | 20   | 77   |          | 19   | 2        | 1    |          | 3    | 3    | 51       | 7          | 7          |          | 190  |
| 就航中 |          |          | 20   | 74   |          | 23   | 2        | 1    |          |      | 20   | 52       | 11         | 10         |          | 213  |